# Boulengerella lateristriga
Boulengerella lateristriga es una especie de peces de la familia Ctenoluciidae en el orden de los Characiformes.

## Morfología
Los machos pueden llegar alcanzar los 25,8 cm de longitud total.
- Número de  vértebras: 48-49.[1][2]

## Hábitat
Es un pez de agua dulce y de  clima tropical (23 °C-27 °C).

## Distribución geográfica
Se encuentran en Sudamérica: río Negro y varias áreas meridionales del río Orinoco en Venezuela.